# Gloire à l'Ukraine
Pour les œuvres utilisant cette expression comme titre, voir Slava Ukraini et Slava Ukraini!

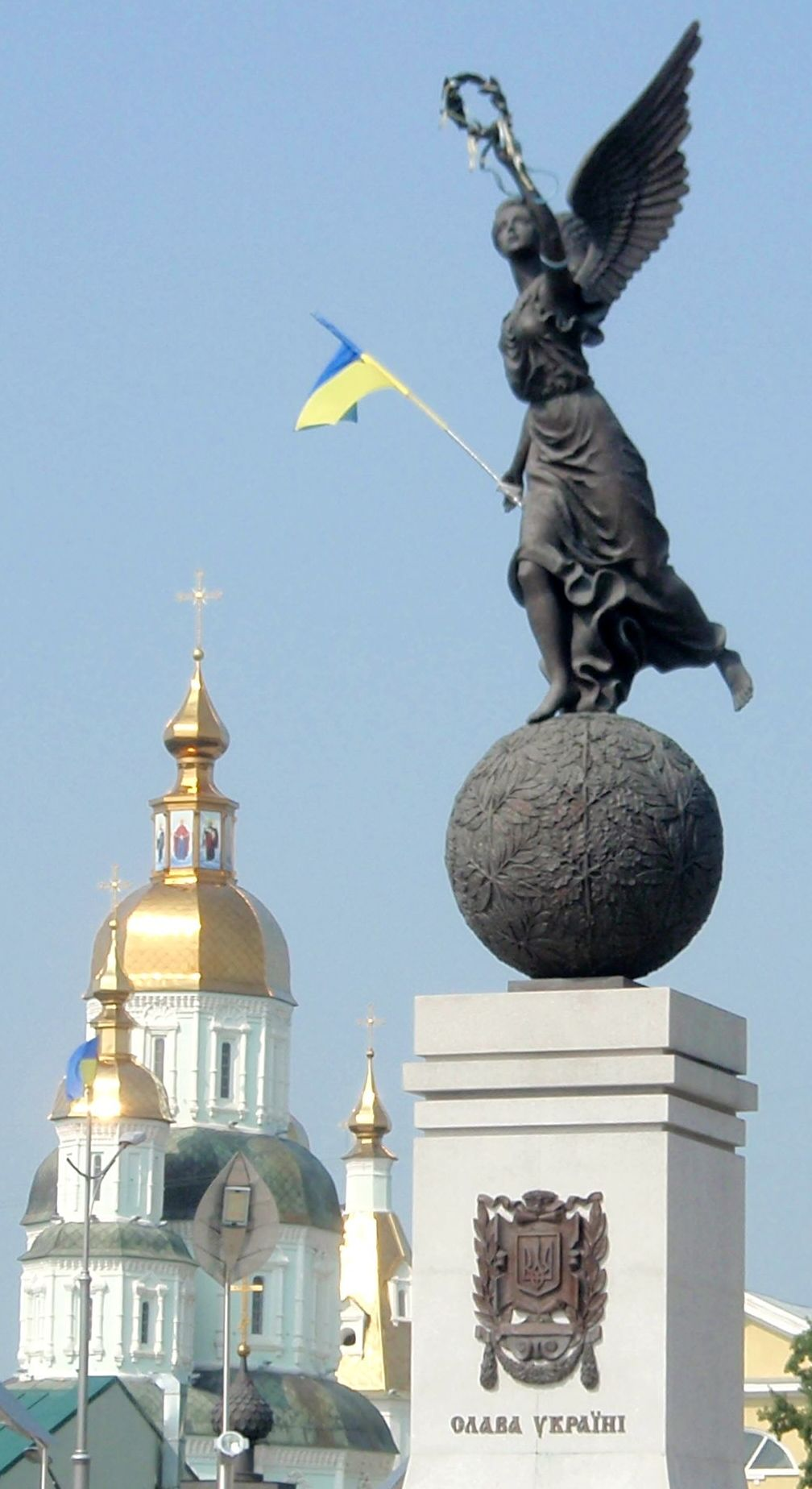
La phrase est inscrite sur le Monument de l'Indépendance de Kharkiv.

« Gloire à l'Ukraine ! », souvent présent sous la transcription de sa forme ukrainienne, Slava Oukraïni (en ukrainien : Слава Україні) et parfois accompagné de « Gloire aux héros ! » (en ukrainien : Героям слава (Heroïam slava)), est un salut national ukrainien. Il est largement popularisé en Ukraine pendant la guerre d'indépendance de 1917 à 1921.
Il est repris et mondialement popularisé au cours de l'invasion de l'Ukraine par la Russie à partir de 2022, devenant un symbole de soutien à l'Ukraine. 

## Historique
L'URSS interdit ce salut nationaliste ukrainien, l'assimilant à une idéologie bourgeoise.
La Russie dirigée par Vladimir Poutine reprend à son compte ces éléments de propagande, l'assimilant à un salut nazi ou bandériste, notamment lors de la guerre russo-ukrainienne et l'invasion de l'Ukraine par la Russie de 2022. 
Le salut est largement repris lors des manifestations de soutien à l'Ukraine, qui se tiennent en Europe occidentale et dans le reste du monde pendant cette guerre. 
Lors de l'invasion russe de l'Ukraine, Oleksandr Matsievsky, un soldat ukrainien fait prisonnier est exécuté en février ou mars 2023 par les Russes après avoir déclaré « Slava Oukraïni ! »,,,.